# Caconemobius takarai
Caconemobius takarai är en insektsart som först beskrevs av Oshiro 1990.  Caconemobius takarai ingår i släktet Caconemobius och familjen syrsor. Inga underarter finns listade i Catalogue of Life.